# Alain Jardel
Alain Jardel (Cahors, 16 giugno 1946) è un ex cestista e allenatore di pallacanestro francese.

## Carriera
Ha guidato la Francia ai Giochi olimpici di Sydney 2000, a due edizioni dei Campionati mondiali (2002, 2006) e a quattro dei Campionati europei (1999, 2001, 2003, 2005).